# 釜山大火

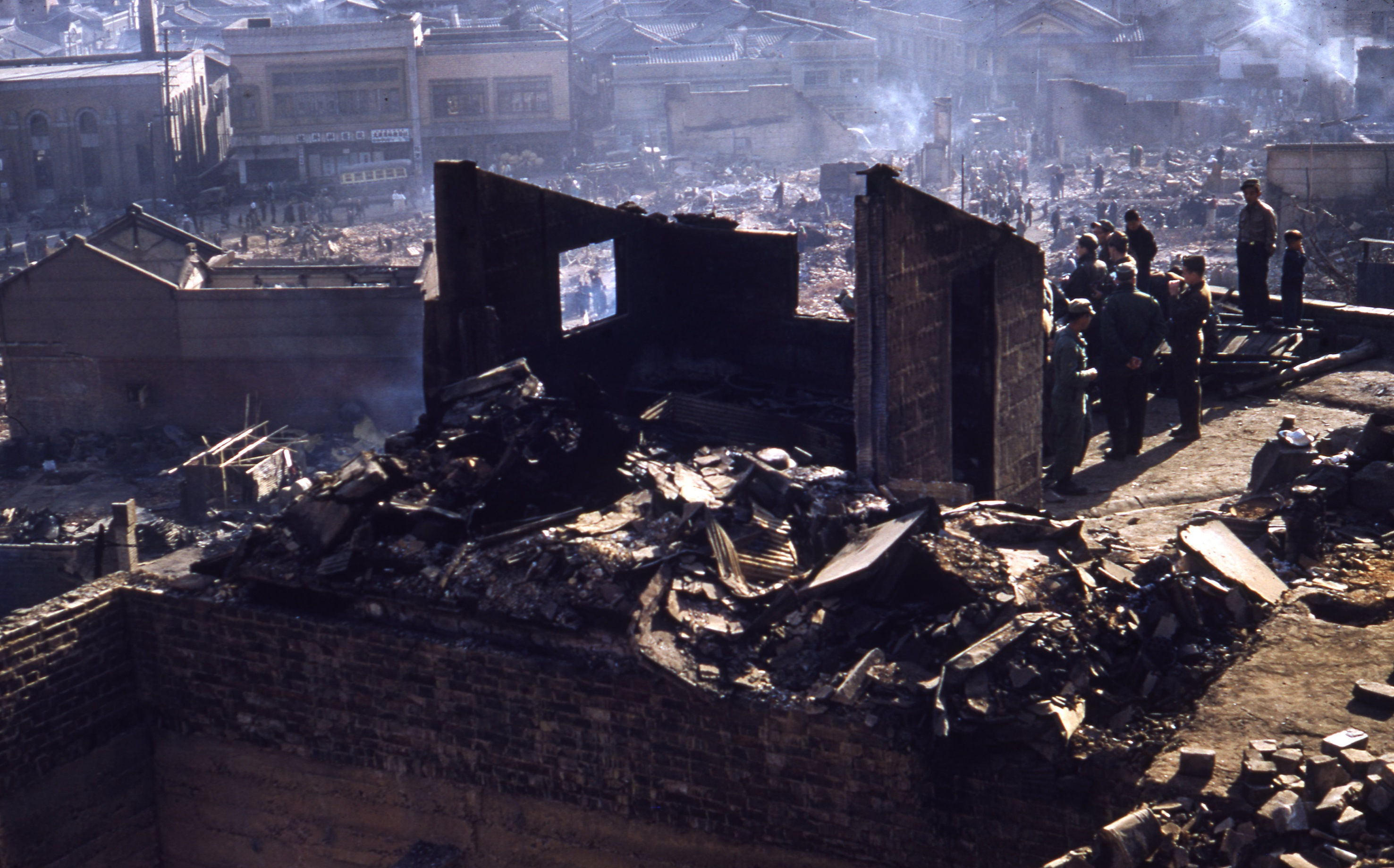
焼け跡を調査する韓国軍兵士

釜山大火（ぷさんたいか、부산역전 대화재）は、1953年11月27日に韓国の釜山市で発生した大規模な火災。

## 火災の状況
釜山市は朝鮮戦争中も北朝鮮に占領されなかったこともあり、国内から多くの避難民が流入していた。こうした避難民の多くは、廃材などを使用したバラックを形成して居住しており、燃えやすい建材や、消防車が走行できない街路、水道設備の不足など、構造的に大きな火災が発生しやすい状況になっていた。27日の夜8時30分ごろ、中区瀛州洞付近の避難民バラックから出火し折からの強風によって瞬く間に市街地に燃え広がった。鎮火したのは30日の午前6時ごろであった。

## 火災による損害
死傷者29名、全焼家屋3132軒、罹災者は3万人に及んだ。
この大火では釜山駅舎が全焼し、取り敢えずは仮駅舎で復旧・営業を継続。その後の復興を兼ねた再開発に伴い、1968年に現在地へ移転している。釜山郵便局も全焼した。